# Гром
Гром је атмосферско пражњење (муња) између облака и земљине површине. Гром се у скорије време погрешно поистовећује са грмљавином, која је звучна појава која настаје као последица атмосферског пражњења.